# Trzemeszna (dopływ Czermnicy)
Trzemeszna (Kudowski Potok) – potok górski w Sudetach Środkowych, w Górach Stołowych, w woj. dolnośląskim.

## Przebieg
Górski potok, lewy dopływ Czermnicy należący do dorzecza Łaby i zlewiska Morza Północnego. Długość potoku wynosi 6,7 km. Źródła położone są w Górach Stołowych na obszarze Parku Narodowego Gór Stołowych na wysokości 730 m n.p.m. w lesie świerkowym na południowym stoku góry Skalniak pod skałką Kłębek na północny wschód od miejscowości Kudowa-Zdrój.
Potok w górnym biegu płynie przez Góry Stołowe w kierunku południowo-zachodnim, wzdłuż drogi Drogi Stu Zakrętów, następnie w okolicy wzniesienia Rudna Góra przy malowniczych skałkach skręca na zachód, gdzie wąską doliną o dość stromych zboczach płynie w kierunku Kudowy-Zdroju, którą przecina w północnej części, tworząc w Parku Zdrojowym duży staw. Potok opuszczając Kudowę kieruje się na zachód do ujścia, gdzie na granicy polsko-czeskiej w czeskiej miejscowości Malá Čermná wpada do Czermnicy na poziomie ok. 378 m n.p.m. Otoczenie potoku w większości stanowią łąki rzadziej lasy. Średnia szerokość potoku wynosi 2,0 m a maksymalna głębokość 0,4 m. Koryto potoku kamienisto żwirowe z małymi progami kamiennymi. W górnej części środkowego odcinka potoku występują niewielkie kamieniste bystrza.
Zasadniczy kierunek biegu potoku jest południowo-zachodni. Jest to potok górski zbierający wody z południowo-zachodnich zboczy Gór Stołowych. W większości swojego biegu potok jest nieuregulowany, o wartkim prądzie wody, w okresach wzmożonych opadów i wiosennych roztopów stwarza zagrożenie powodziowe. Kilkakrotnie występował z brzegów podmywając przyległe pobocza drogi.

## Dopływy
- kilka strumieni bez nazwy spływających z południowo-zachodnich zboczy Gór Stołowych.

## Miejscowości, przez które przepływa
- Kudowa-Zdrój